# Borolia bilineata
Borolia bilineata là một loài bướm đêm trong họ Noctuidae.